# Водрёй, Филипп де Риго де
Филипп де Риго де Водрёй или Маркиз   де  Водрёйль (фр. Philippe de Rigaud de Vaudreuil; ок. 1643, Кастельнодари, Франция — 10 октября 1725, Квебек, Новая Франция) — французский политический деятель, губернатор Новой Франции в 1703—1725 годах.

## Биография
Филипп де Риго де Водрёй происходил из знатного французского рода региона Лангедок, но, будучи младшим среди пяти сыновей, не мог претендовать на наследство и вынужден был пробивать себе дорогу своими силами.
В 1672 году поступил на службу в элитные части мушкетёров и по истечении пятнадцати лет службы получил звание капитана королевских мушкетёров.
В 1687 году, не видя возможности дальнейшей карьеры во французской армии, согласился эмигрировать в Канаду и принять командование французскими войсками в Новой Франции.
В 1702 году стал генерал-губернатором Монреаля.
27 мая 1703 года был назначен генерал-губернатором всей Новой Франции.
По мнению историков, Филипп де Риго де Водрёй был успешным администратором и реформатором, проводя политику мирного сосуществования с индейскими племенами. Особую заслугу вызывает примирение с воинственными ирокезами. Это позволило развивать торговлю мехами и обеспечить безопасность для развития французских колоний в Северной Америке.

## Потомки
В истории Франции и Нового Света не раз звучали имена потомков Филиппа де Риго де Водрёя. У него было шесть сыновей, для продвижения по службе которых он и его жена сделали немало:
- Луи-Филипп (фр. Louis-Philippe) — дослужился до ранга генерал-лейтенанта королевских военно-морских сил Франции, является отцом Луи-Филиппа (мл.) — французского адмирала, сыгравшего немалую роль в Войне за независимость США.
- Второй сын — командир пехотного батальона, пал в 1742 году в битве при Праге.
- Жан — сделал блестящую карьеру военного: приняв участие во многих сражениях, к 1748 году стал генерал-лейтенантом.
- Пьер (фр. Pierre) — губернатор Луизианы с 1742 года, последний генерал-губернатор Новой Франции (1755—1760).
- Франсуа-Пьер (фр. Franзois-Pierre) — губернатор Монреаля с 1757 года.
- Жозеф-Иасент (фр. Joseph-Hyacinthe) — как и отец, начал карьеру военного во Франции, но, испытывая затруднения по службе, перебрался в Новый Свет, где при помощи матери в 1726 году получил чин капитана пехоты острова Санто-Доминго. В 1753 году стал губернатором французской части острова Санто-Доминго. Является отцом Франсуа Водрёя.